# لياندرو نافارو
لياندرو نافارو (بالإسبانية: Leandro Navarro)‏ (16 أبريل 1992 بمار دل بلاتا في الأرجنتين - ) هو لاعب كرة قدم أرجنتيني في مركز الوسط. لعب مع أرجنتينوس جونيورز ونادي سان لورينزو.

## وصلات خارجية
- لياندرو نافارو على موقع قاعدة بيانات كرة القدم.إي يو (الإنجليزية)
- لياندرو نافارو على موقع Soccerway.com (الإنجليزية)
- لياندرو نافارو على موقع AS.com (الإسبانية)